# 中川口仮乗降場

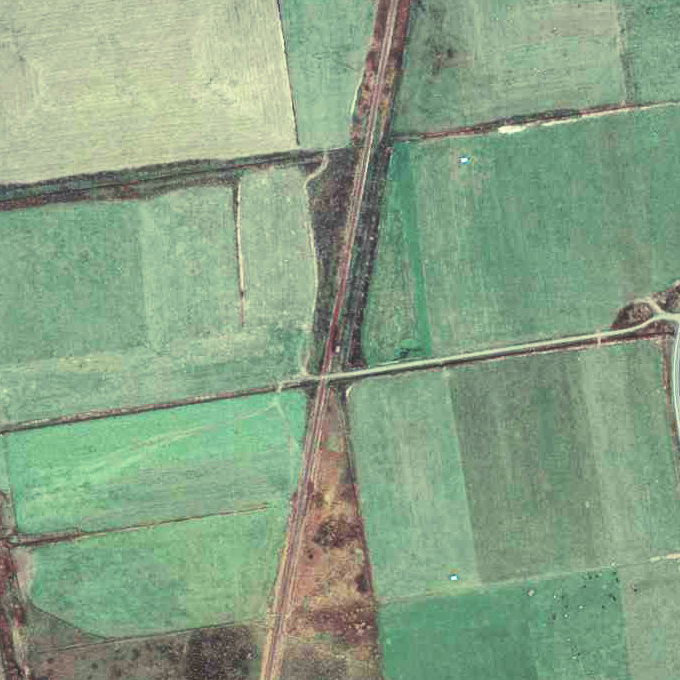
1977年の中川口仮乗降場と周囲約500m範囲。上が幌延方面。黒く細長いのが木製の簡易型ホームで、踏切側に待合室の白い屋根が見える。この写真の範囲では写っていないが、右方にある国道沿いに民家が点在する酪農地帯で、駅は牧草地の中にあって、一番近い民家でも駅から250m以上離れている。

中川口仮乗降場（なかかわぐちかりじょうこうじょう）は、北海道天塩郡天塩町字川口にかつて設置されていた、日本国有鉄道（国鉄）羽幌線の仮乗降場（廃駅）である。羽幌線の廃線に伴い、1987年（昭和62年）3月30日に営業を停止し、廃止となった。

## 歴史
- 1956年（昭和31年）5月1日 - 日本国有鉄道（国鉄）天塩線の中川口仮乗降場（局設定）として開業[1]。
- 1958年（昭和33年）10月18日 - 天塩線を羽幌線に編入して羽幌線が全通、それに伴い同線の仮乗降場となる。
- 1987年（昭和62年）3月30日 - 羽幌線の全線廃止に伴い、営業を停止し、廃止となる[1]。

### 仮乗降場名の由来
川口地区の中央にあることから。

## 駅構造
廃止時点で、1面1線の単式ホームを有する地上駅であった。

## 駅周辺
- 国道232号（天売国道/日本海オロロンライン）
- 天塩川

## 駅跡
2001年（平成13年）時点で、施設は全て撤去され、痕跡は何もない。2017年（平成29年）時点で、国道232号のバイパス新設の際に跡地が道路用地として使われたため、遺構は何も残っていない。また、附近には現在、バス停留所が設置されている。

## 隣の駅
日本国有鉄道
羽幌線
天塩駅 - 中川口仮乗降場 - 北川口駅